# Medalha Carl-Duisberg
A Medalha Carl-Duisberg (em alemão:  Carl-Duisberg-Plakette) é um prémio criado em 1953 pela Sociedade Alemã de Química (em alemão:  Gesellschaft Deutscher Chemiker (GDCh)) com a colaboração da Bayer AG. O prémio destina-se a galardoar os químicos que se distinguiram na promoção da química.
O prémio foi criado em homenagem ao Nobel de Química, Carl Duisberg (1861-1935).

## Laureados[1]
- 1953 Theo Goldschmidt, Essen, Karl Ziegler, Mülheim/Ruhr
- 1956 Ernst Kuss, Duisburg
- 1958 Ulrich Haberland, Leverkusen
- 1960 Otto Bayer, Leverkusen
- 1963 Wilhelm Klemm, Münster
- 1965 Carl Wurster, Ludwigshafen
- 1968 Karl Winnacker, Frankfurt am Main
- 1970 Heinrich Schackmann, Duisburg
- 1972 Rudolf Wolf, Frankfurt am Main
- 1973 Adolf Steinhofer, Ludwigshafen
- 1976 Rolf Sammet, Frankfurt/Main
- 1977 Wilhelm Nils Fresenius, Wiesbaden
- 1980 Heinrich Hellmann, Marl
- 1982 Klaus Weissermel, Frankfurt/Main
- 1986 Karl-Ernst Quentin, Munique
- 1988 Kurt Hansen, Leverkusen
- 1989 Jan Thesing, Darmstadt
- 1991 Wolfgang Fritsche, Frankfurt/Main
- 1992 Eberhard Weise, Monheim
- 1993 Ernst Biekert, Limburgerhof
- 1997 Heribert Offermanns, Frankfurt/Main
- 2000 Gottfried Märkl, Regensburg
- 2005 Annie Dalbéra, Paris, Karlheinz Schmidt, Bona
- 2010 Wolfgang Flad, Estugarda
- 2012 Günther Gauglitz, Tübingen
- 2013 Eva E. Wille, Weinheim